# Góke Júta
Góke Júta (郷家 友太) (Mijagi prefektúra, 1999. június 10. –) japán válogatott labdarúgó.

## Klub
A labdarúgást a Vissel Kobe csapatában kezdte. 2019-ben Császár Kupa címet szerzett.

## Nemzeti válogatott
A japán U20-as válogatott tagjaként részt vett a 2019-es U20-as labdarúgó-világbajnokságon.